# لا فورتاليزا

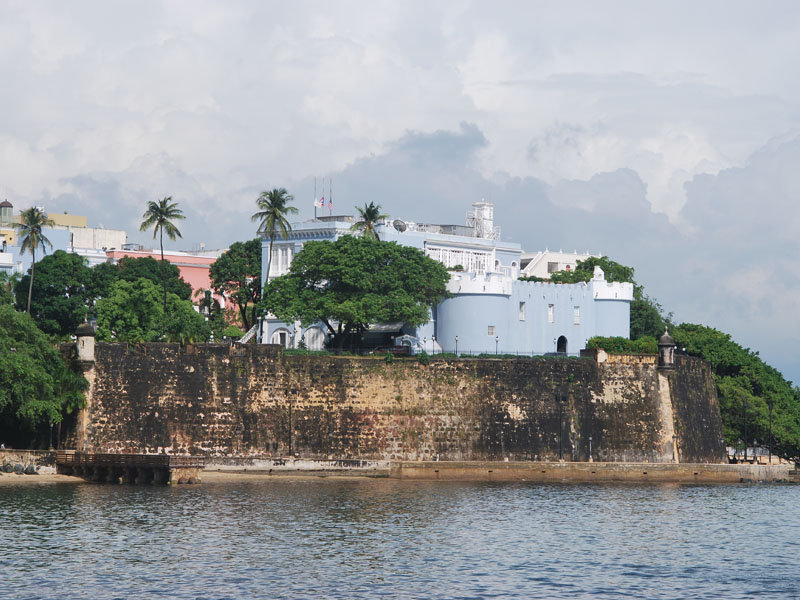
منظر لمبنى فورتاليزا من خليج سان خوان.

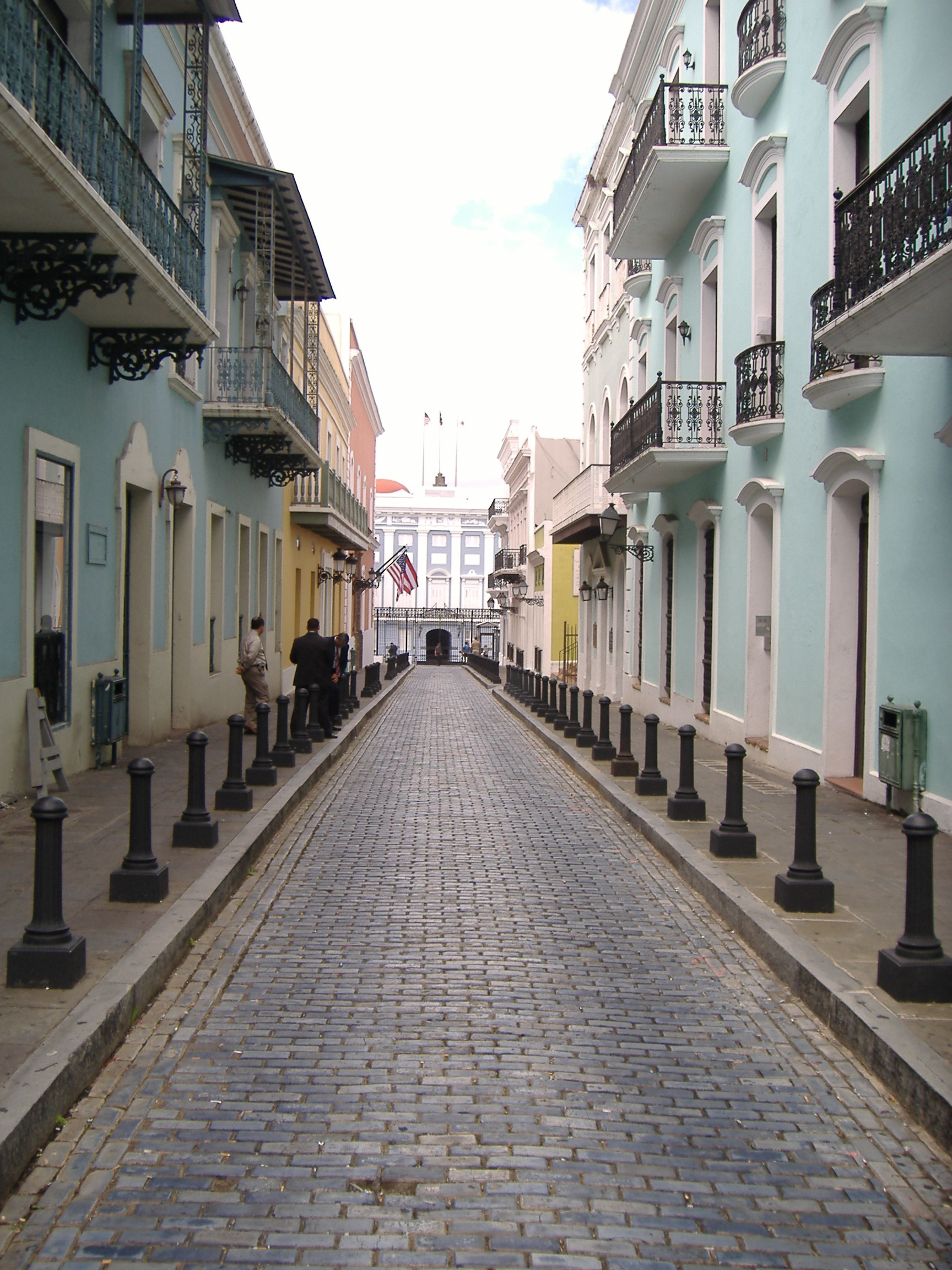
مدخل لا فورتاليزا

لا فورتاليزا (بالإنجليزية: La Fortaleza)‏ هي مكان الإقامة الرسمي الحالي لحاكم بورتوريكو. تم بناء هذا الموقع في الفترة بين 1533 و 1540 للدفاع عن ميناء سان خوان. يعد هذا المبنى أحد أقدم المباني الحكومية في العالم وسجل في قائمة مواقع التراث العالمي عام 1983.